# Mille Lacs Lake
Der Lake Mille Lacs ist ein Binnensee in Minnesota, der sich durch seinen Fischreichtum auszeichnet. Im Winter friert er verlässlich zu und ist ab Dezember begeh- und befahrbar. Es werden sogar Häuser für Eisfischer aufgestellt.
Der See ist mit 536 km² der zweitgrößte Inlandsee in Minnesota, an seinen Ufern liegen der Father Hennepin State Park und der Mille Lacs Kathio State Park. Anrainer sind die Ortschaften Garrison, Isle, Malmo Township, Vineland, Wahkon, Wealthwood Township im Mille Lacs County, Aitkin County und Crow Wing County.

## Weblinks

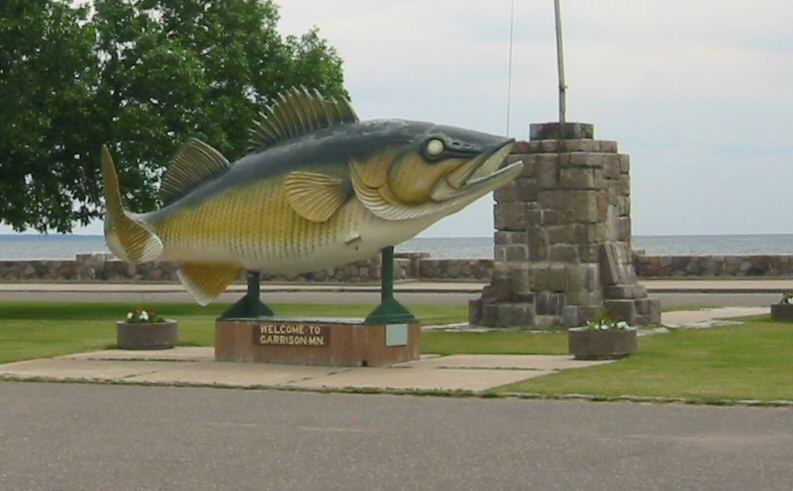
Statue eines Glasaugenbarsches in Garrison